# Nella tana dei lupi 2 - Pantera
Nella tana dei lupi 2 - Pantera (Den of Thieves 2: Pantera) è un film del 2025 scritto e diretto da Christian Gudegast.
Sequel di Nella tana dei lupi (2018), vede di nuovo protagonisti Gerard Butler e O'Shea Jackson Jr. nei panni rispettivamente del poliziotto "Big" Nick O'Brien e il rapinatore Donnie Wilson.

## Trama
Dopo il colpo alla Federal Reserve di Los Angeles, Donnie Wilson si rifugia in Europa, cercando di lasciarsi alle spalle la sua vita criminale. Ma Big Nick O’Brien, instancabile detective, lo rintraccia a Londra, deciso a incastrarlo. Donnie, però, non è più un semplice ladro: lavora ora con la “Panther Crew”, una potente organizzazione criminale legata alla mafia internazionale. Insieme preparano un furto spettacolare: rubare diamanti dal World Diamond Center di Nizza, un colpo ad altissimo rischio.
Nick si infiltra tra i criminali, fingendo di voler partecipare al furto. Tra inseguimenti, tradimenti e piani ingegnosi che si snodano tra Inghilterra, Francia e Belgio, si arriva al grande giorno del colpo. Il furto sembra riuscire, ma alla fine si scopre che Nick ha orchestrato tutto per smascherare Donnie e la sua banda: la polizia arresta i membri della gang.
Donnie finisce in carcere, ma, durante un trasferimento, il furgone viene intercettato da due elicotteri della mafia che lo prelevano portandolo in Sardegna. Donnie si trova davanti a un nuovo futuro: la mafia lo vuole al suo fianco per organizzare furti ancora più grandi. Nick riceve un messaggio da Donnie che preannuncia un nuovo confronto, lasciando aperta la strada a un altro capitolo della loro sfida.

## Produzione
Nonostante il successo del primo film, la produzione del sequel ha finito per impiegare quasi sette anni, venendo ritardata dapprima dallo scoppio della pandemia di COVID-19, poi dall'invasione russa dell'Ucraina, il cui influsso di rifugiati ha mandato a monte i piani di girare a Belgrado, ed infine da una fluttuazione del tasso di cambio poco prima dell'inizio delle riprese in Francia, che ha spinto la produzione ad orientarsi verso Paesi con detrazioni più favorevoli.
Ad un mese dalle riprese, Gerard Butler, già reduce da un infortunio per cui era stato operato ed aveva posticipato le riprese di altri nove mesi, si è lesionato il legamento crociato anteriore. Non potendo operarsi di nuovo in tempi brevi, ha optato per girare il film col crociato strappato.
Alla fine le riprese si sono svolte da aprile a luglio 2023 in Inghilterra e alle isole Canarie, in particolare a Santa Cruz de Tenerife, usata come location in sostituzione di Nizza. Il film ha avuto un budget complessivo di circa 40 milioni di dollari.
Per il colpo, Gudegast si è ispirato al furto al World Diamond Center di Anversa nel 2003.

## Distribuzione
Il film è stato distribuito nelle sale cinematografiche statunitensi dalla Lionsgate a partire dal 10 gennaio 2025, e in quelle italiane dalla Lucky Red a partire dal 6 marzo dello stesso anno.

## Accoglienza

### Incassi
Il film ha incassato 36015016 $ in Nord America e 22356492 $ nel resto del mondo, per un totale di 58371508 $.

#### Stati Uniti
Al termine del suo primo fine settimana di programmazione, si è classificato 1º al botteghino americano, con un incasso di 15 milioni di dollari, superando le proiezioni degli analisti che lo stimavano tra gli 11 e i 13 milioni, nonché sfiorando gli equivalenti 15,2 milioni incassati dal film precedente nel 2018. È stato inoltre il primo film Lionsgate a dominare il botteghino da Hunger Games - La ballata dell'usignolo e del serpente (2023). È poi sceso al 5º posto nel fine settimana seguente, incassando 6,6 milioni.

### Critica
Sull'aggregatore di recensioni online Rotten Tomatoes, il film detiene una percentuale di gradimento da parte della critica del 62%, basata su 98 recensioni, Metacritic gli assegna invece una media ponderata di 60 su 100, basata sulle recensioni di 24 critici.
Un sondaggio degli spettatori effettuato da CinemaScore gli ha assegnato un punteggio medio di "B+" su una scala da A a F, come il primo film.
Scrivendo per Variety, Owen Gleiberman l'ha definito «più scorrevole e compatto» del suo predecessore e ha parlato della presenza scenica «torva e imponente, dagli occhi malevoli» di Butler come sua ragion d'essere. Robert Daniels del New York Times ne ha lodato le scene d'azione, specialmente l'inseguimento in macchina tra le montagne, per quanto definendo "fumosa" la trama. David Fear di Rolling Stone ha invece stroncato il film, citando tra le ragioni i «maldestri inserti comici buddy cop e un mucchio d'aria fritta tipica dei film d'azione» che a suo dire avevano sostituto il punto di forza del primo film, l'essere «un mixtape pulp di alto livello e impeccabilmente selezionato» di Heat - La sfida (1995).

## Sequel
Butler ha espresso interesse verso la realizzazione di un terzo film "il prima possibile", non volendo ripetere l'intervallo di sette anni tra i primi due. Il regista Christian Gudegast ha dichiarato che ciò sarebbe dipeso dalla riuscita economica del film, ma di aver già proposto diverse idee alla Lionsgate.
Dopo l'uscita, Gudegast ha annunciato che la sceneggiatura del sequel era ultimata e la Lionsgate si era detta pronta a cominciare le riprese entro il 2026. Erano inoltre in fase di sviluppo due ulteriori sequel, ognuno dei quali sarebbe stato ambientato in un continente diverso e ispirato a rapine famose.